# Vincent Jouve
Pour les articles homonymes, voir Jouve.
Vincent Jouve est un universitaire français.
Ancien élève de l'École normale supérieure (L 1983), il  est Professeur de littérature française à l'université de Reims Champagne-Ardenne. Il effectue également des recherches en théorie littéraire, théorie de la lecture et littérature française du XXe siècle.  

## Œuvres principales
- La littérature selon Barthes, Paris, Minuit, Collection « Arguments », 1986.
- L'Effet-Personnage dans le roman, Paris, Presses universitaires de France, Collection « Écriture », 1992 (2e édition : 1998).
- La Lecture, Paris, Hachette, Collection « Contours littéraires », 1993.
- La Poétique du roman, Paris, SEDES, 1998.
- Poétique des valeurs, Paris, Presses universitaires de France, Coll. « Écriture », 2001.

## Sources
- CRIMEL - EA 3311, « Vincent Jouve » (consulté le 22 août 2013)